# Vakarske, Rozdilna
Vakarske (în ucraineană Вакарське) este un sat în comuna Velîka Mîhailivka din raionul Rozdilna, regiunea Odesa, Ucraina.

## Demografie
Componența lingvistică a localității Vakarske
     Ucraineană (97,56%)
     Rusă (2,44%)
Conform recensământului din 2001, majoritatea populației localității Vakarske era vorbitoare de ucraineană (97,56%), existând în minoritate și vorbitori de rusă (2,44%).